# NGC 2980
NGC 2980 ist eine Balken-Spiralgalaxie mit ausgedehnten Sternentstehungsgebieten vom Hubble-Typ SBc im Sternbild Sextant am Südsternhimmel. Sie ist schätzungsweise 249 Millionen Lichtjahre von der Milchstraße entfernt und hat einen Durchmesser von etwa 120.000 Lj.

Im selben Himmelsareal befinden sich u. a. die Galaxien NGC 2978 und NGC 2979.
Die Supernovae SN 2006ba (Typ-IIb) und SN 2009lm (Typ-IIP) wurden hier beobachtet.
Das Objekt wurde am 27. März 1786 von dem Astronomen Wilhelm Herschel entdeckt.